# 奈良電気鉄道クハボ600形電車
奈良電気鉄道クハボ600形電車（ならでんきてつどうクハボ600がたでんしゃ）とは、奈良電気鉄道（奈良電）が保有した電車の1形式である。

## 概要
1940年（昭和15年）10月に、大阪・堺の梅鉢車輌でクハボ601 - 603の3両が製造された。
1940年当時、当時の皇国史観に基づく皇紀二千六百年記念式典事業が大々的に展開されており、沿線に明治天皇の陵墓である桃山御陵を擁し、更に神武天皇を祀る橿原神宮などが沿線に点在する大阪電気軌道橿原線との間で直通運転を実施していた奈良電では、奉祝参拝客の増加がピークを迎える同年11月10日の記念式典を前にして臨時電車を増発、当時在籍していたデハボ1000形24両を総動員しても車両が不足する事態となっていた。
このため、増結用車両の新造が急務となり、同社は1939年3月に電動車3両の新製認可を得た。だが、長引く日中戦争の影響で電装品の調達が難しくなりつつあったことから、最終的に本形式は奈良電としては初の制御車として竣工することとなった。
本形式は竣工後、奈良電京都 - 橿原神宮前間急行を中心に充当されて皇紀2600年記念の奉祝客輸送に威力を発揮し、以後も奈良電の輸送力の一角を担う主力車種の一つとして重用された。

## 車体
連結相手であるデハボ1000形よりも長い、車体長18,000mm、全長18,688mm、車体幅2,540mm、最大幅2,590mmの型鋼通し台枠による軽量構造半鋼製車体を備える。
窓配置はd2D(1)7(1)D2 1あるいは1 2D(1)7(1)D3（d：乗務員扉、D：客用扉、(1)：戸袋窓、数字：窓数）で、京都寄りに片隅式運転台を設置する片運転台車である。客用扉幅は1,100mmで、当初は連結相手であるデハボ1000形に合わせて手動扉であった。また運転台の機器や座席は折りたたんで収納できる構造になっており、3連以上の編成の中間車として運用される際にこの機構が活用されたという。
本形式は腰高で背の低い窓が並び重厚な印象であったデハボ1000形とは対照的に、腰板が低く背の高い800mm幅の窓を並べた、湘南電鉄デ1形などと同系の軽快な造形となっており、巨大な鋳鋼製アンチクライマーを妻面下部に設置し、台枠側面を露出させ、一方の親会社である京阪電気鉄道の1000型（2代）・1100型や南海鉄道1201形の一部に見られたように妻面左右の妻窓それぞれについて、その上部に押し込み式通風器を設置し、さらに中央の貫通扉上部にも小型通風器を設置するなど、同時期の関西・関東私鉄向け高速電車の意匠を貪欲に取り込んだ個性的な造形の車両である。
妻面は前後共に中央に貫通扉を設けた3枚窓構成で、緩く湾曲した面構成となっている。
座席は全てロングシートで、当初は車掌台側車端部まで座席が設置されていた。

## 主要機器

### 制御器
デハボ1000形との総括制御を行う必要からデッカー・システム共通の東洋電機製造製主幹制御器を搭載する。

### 集電装置
制御車であるが、東洋電機製造製菱枠パンタグラフを京都寄りに1基搭載する。

### 台車
ボールドウィンAA形のデッドコピー品である日本車輌製造D-16を更にデッドコピーした梅鉢車輌製D-16釣り合い梁式台車を装着する。

### ブレーキ
日本エヤーブレーキ製M三動弁によるACM自動空気ブレーキを搭載する。

## 運用
紀元2600年奉祝客輸送に用いられた後は戦時輸送で文字通り酷使された。
そのため戦後は疲弊が目立ち、奈良電時代に3度大規模な改造の手が入れられた。
まず戦中戦後の混雑時に片隅式運転台では客扱いが困難であったことから、1950年頃に客用扉を自動扉化した際に運転台を全室式として車掌台側にも乗務員扉が新設された。
だが、元々大窓かつ軽量設計でデハボ1000形に比して華奢な車体構造であった上に、戦中戦後の過積載状態での酷使が災いし、車体の台枠垂下や変形、側板のたわみやひずみが深刻となったことから、1954年までに車体の大規模な更新が実施された。この際、車体剛性を確保するために腰板の背丈を引き上げ、幕板の上下幅を拡大することで1m以上あった側窓高さを840mmへ縮小している。
更にその後、1954年に画期的な新車であるデハボ1200形が新造された際には、予算不足からクハボ602・603の2両が同形式とペアを組む制御車に抜擢され、在来車とは互換性のない同形式の三菱電機製主制御器の制御シーケンスに対応できるようマスコンを改造、台車をクハボ701・702の扶桑金属工業KS-33Lと交換、さらには扉間の戸袋窓を除く側窓7枚分のスペースに2列7脚ずつのクロスシート（うち中間の5脚が転換クロスシート、両端に位置する2脚が固定クロスシート）、戸袋の位置に長さの短いロングシートを置き、面目を一新した。
クハボ602・603はこの整備以降、デハボ1200形と共に特急・急行に充当されるようになったが、選に漏れたクハボ601はロングシート車のまま他形式と混用され続けた。
近畿日本鉄道への合併前にはデハボ1200形やデハボ1350形と同様、クハボ602・603の2両は同社の800・820系に準じたマルーンに窓下銀帯1本に塗装が変更されている。
また、合併後にはクハボ600形601 - 603からク580形583・581・582（初代）へ形式称号が変更されている。これらの内、ク581・582の以後の変遷については近鉄680系電車の項を参照されたい。
一方、一般車仕様のままで残置されたク583は合併後のパンタグラフ撤去を経て、1964年のク581・582の予備特急車格上げ・683系編入に伴うモ684・ク583（2代目）への改造時に番号が重複することから再度改番されてク595形595となり、更に1969年の京都・橿原線系統の昇圧に伴う形式整理の際には他の旧奈良電系制御車と共にク300形に編入されてク308となった。
同車は終始京都・橿原線系統で普通列車を中心に運用されたが、京都・橿原線普通列車の体質改善を目的として1975年に8000系が増備された際に淘汰され、他の2両より一足先に廃車解体された。
683系に編入された他の2両も翌1976年に廃車され、こちらも解体されたため、全車とも現存しない。